# 新草恵子
新草 恵子（にいぐさ けいこ、1938年6月18日 - ）は、日本の元女優。大阪府出身。
堺愛泉高等学校、宝塚音楽学校卒。宝塚歌劇団43期生。愛称は「チーコちゃん」。東京俳優生活協同組合に所属していた。

## 出演作品

### テレビドラマ
- こども風土記 / ミュージカル・ファンタジー（NHK）
  - 「白鳥になったあひる」（1957年） - みにくいあひるの子 ※主演
  - 「春のショート・ケーキ」（1958年） - うぐいす
- 赤穂浪士（1959年、NET）
- 坂東好太郎アワー / 活人剣（1959年、NET）
- NET劇場 / 人生のお荷物（1959年、NET）
- あの波の果てまで（1959年、NET）
- 青春オリンピック（1959年、NET）
- 新・三等重役（1959年 - 1960年、NET / 東宝）
- デン助劇場→土曜笑劇場（NET）
  - 第1期 第16話「ゆうびん配達」（1959年）
  - 第2期（1960年）
  - 第3期（1960年）
  - 第4期（1960年）
  - 土曜笑劇場（1960年 - 1961年）
- 晴れ姿お笑いデン助（1960年、NET）
- 天保六花撰 暴れん坊罷り通る（1960年、NET）
- シキボウ劇場 / 剣豪秘伝 第1話「秘剣」（1960年、NET）
- NECサンデー劇場（NET）
  - 遠い人（1960年）
  - 消えたフットライト（1961年）
- 水道完備ガス見込（1960年、NET） - 早鳥カオル
- コメディー 私売ります 第5話（1960年、NET / 東宝）
- 笛吹童子（1960年、NET / 東映）
- 人形佐七捕物帳 第9話、第10話（1960年、NET）
- 指名手配 第108話「黒山実母殺し事件」（1961年、NET）
- 浪曲ドラマ / 鼠小僧次郎吉（1962年、NHK）
- シャープ火曜劇場 / 月夜の傘（1962年、CX）
- 特別機動捜査隊（NET / 東映）
  - 第29話「野良犬」（1962年）
  - 第74話「執念」（1963年）
  - 第92話「歪んだ太陽」（1963年）
  - 第115話「笹の葉」（1964年）
  - 第145話「不良少女」（1964年）
  - 第182話「ある反抗」（1965年）
  - 第238話「深夜の銃声」（1966年） - 厚子
  - 第637話「愛の迷路」（1974年） - 由里子
  - 第667話「失われた週末」（1974年） - 康子
- 黒龍劇場 / =女= 第5、6話「あざらしの女 前編・後編」（1962年、NET）
- 鉄道公安36号（NET / 東映）
  - 第14話「鉄路の目撃者」（1963年）
  - 第34話「投石魔」（1964年）
  - 第68話「勇気ある出発」（1964年）
  - 第77話「宇高連絡船」（1964年）
- 日本映画名作ドラマ（1964年、NET）
  - 銀婚旅行
  - 待ちぼうけさん
- あなたお先に 第8話「いそぐな亀」（1964年、TBS）
- タケダアワー / 隠密剣士 第六部 続 風摩一族 第10話「忍者鬼頭坊」（1964年、TBS / 宣弘社） - 美代
- 特命諜報207 第12話「牙に挑む」（1964年、NET / 東映）
- 事件記者 第199話「獲物」（1964年、NHK）
- 青年同心隊 第2話「同心隊とび出す」（1964年、TBS）- 春駒
- 赤でんわ（1965年、NTV / 国際放映）
- 判決 第1期 第151話「和解まで」（1965年、NET）
- ああ! 夫婦 第4話「とても勝てねえ」（1965年、TBS）
- 嵐のなかでさよなら 第23話（1966年、NET / 東映）
- 仮面ライダーシリーズ（MBS / 東映）
  - 仮面ライダー（1972年）
    - 第48話「吸血沼のヒルゲリラ」 - 山崎英子[2]
    - 第73話「ダブルライダー 倒せ!! シオマネキング」 - 坂井圭子[3]

  - 仮面ライダーX 第17話「恐い! 人間が木にされる!!」（1974年） - タケシの母
- 超人バロム・1 第19話「魔人ヤゴゲルゲが子守唄で呪う」（1972年、YTV / 東映） - 道子の母
- 変身忍者 嵐 第36話「耳をふさげ! 地獄の呼び声だ!!」（1972年、MBS / 東映） - 村の女（サイレン）
- 銭形平次 (大川橋蔵) 第362話「ついてない男」（1973年、CX / 東映） - お松
- 大江戸捜査網 第3シリーズ 第51話「逆転 隠密同心!」（1974年、12ch / 三船プロダクション）
- 天まであがれ（1974年 - 1975年、NET / 東宝） - 石原夫人
- ウルトラマンレオ 第47話「恐怖の円盤生物シリーズ! 悪魔の星くずを集める少女」（1975年、TBS / 円谷プロ） - マリ子の母
- 破れ傘刀舟悪人狩り 第25話「子はぐれ唐人」（1975年、NET / 三船プロダクション） - 松谷うめ
- SFドラマ 猿の軍団 第26話「喜びの帰還」（1975年、TBS / 円谷プロ） - ユリカの母
- がんばれ!!ロボコン 第43話「ピープカドン!! ロボコン音頭で大歓迎」（1975年、NET / 東映） - 山本ゆかりの母
- 青春INGS ゆう子とヘレン 第13話「花嫁は二人いる」（1983年、KTV / 宝塚映画） - 三隅邦子

### 映画
- 五人ライダー対キングダーク（1974年、東映） - マサルの母